# Der Riese und der Schneider
Der Riese und der Schneider ist ein Schwank (ATU 1049, 1053, 1051). Er steht in den Kinder- und Hausmärchen der Brüder Grimm ab der 5. Auflage von 1843 an Stelle 183 (KHM 183) und basiert auf Franz Ziskas Der Schneider und der Riese in Österreichische Volksmärchen von 1822.

## Inhalt

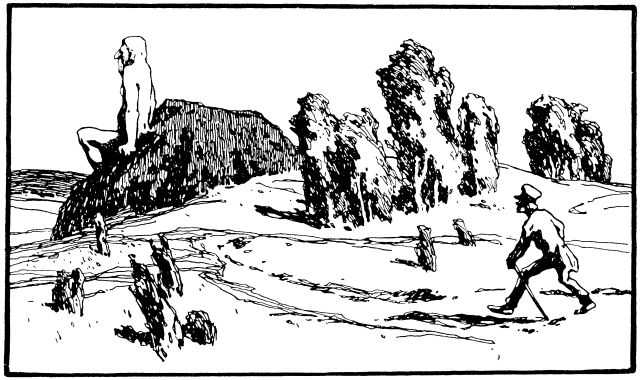
Illustration von Otto Ubbelohde, 1909

Ein Schneider begegnet einem Riesen, dem er dienen muss. Er versucht, den Riesen durch Prahlerei zu beeindrucken und wieder wegzukommen. Als er Wasser, Holz und Wildschweine bringen soll, sagt er:
„Warum nicht lieber gleich den Brunnen mitsamt der Quelle?“, „Warum nicht lieber den ganzen Wald mit einem Streich,
den ganzen Wald
mit jung und alt,
mit allem, was er hat,
knorzig und glatt?“
und „Warum nicht lieber gleich tausend auf einen Schuß, und die alle hierher?“ Der erschrockene Riese brummt zweimal: „der Kerl kann mehr als Äpfel braten, der hat einen Alraun im Leib. Sei auf deiner Hut, alter Hans, das ist kein Diener für dich.“ Schließlich lässt er ihn auf eine Weidenrute sitzen, dass er in die Luft davonschnellt.

## Herkunft
Die Brüder Grimm übernahmen den Schwank aus Franz Ziskas Österreichische Volksmärchen (1822). Auch ihre Anmerkung zu KHM 20 Das tapfere Schneiderlein gibt ihn wieder. Zum Vorabdruck 1819 in Johann Gustav Gottlieb Büschings Wöchentlichen Nachrichten stand zur Quelle: „Von einer Bäuerin aus Döbling in Unterösterreich“ (heute 19. Bezirk Wiens). Eine strukturell vergleichbare schriftliche Vorlage gibt es nicht. Wilhelm Grimm änderte nichts, übersetzte aber im ersten Satz „in da Wöld umma z'-schau'n“ mit „sich in dem Wald umzuschauen“ (statt „in der Welt“) und zu den Wildschweinen „Z'weg'n wos denn nöd liaba glai daus'nd mid van'n Schus und di dozua?“ mit „Warum nicht lieber gleich tausend auf einen Schuß, und die alle hierher?“ (statt „und dich dazu“).

## Vergleiche
Die Erwähnung des Bügeleisens, das den Schneider vor dem Davonfliegen bewahrt hätte, erinnert an KHM 163 Der gläserne Sarg. Der Schneider ist in Märchen oft Sprücheklopfer und Angsthase, der Riese gierig und leichtgläubig, vgl. KHM 20 Das tapfere Schneiderlein, KHM 90 Der junge Riese, KHM 92 Der König vom goldenen Berg, KHM 93 Die Rabe, KHM 107 Die beiden Wanderer, KHM 111 Der gelernte Jäger, KHM 121 Der Königssohn, der sich vor nichts fürchtet, KHM 126 Ferenand getrü und Ferenand ungetrü, KHM 177 Die Boten des Todes, KHM 193 Der Trommler, KHM 197 Die Kristallkugel.

## Parodie
Bei Janosch beeindruckt der Schneider in der Straßenbahn den Riesen mit auf den Boden spucken, Scheiben beschmieren und Rauchen, bis ihn der Kontrolleur hinauswirft.